# Tejmuraz Bejszikovics Gabasvili
Tejmuraz Bejszikovics Gabasvili (orosz nyelven: Теймураз Бейсикович Габашвили, grúz nyelven: თეიმურაზ გაბაშვილი; Tbiliszi, 1985. május 23. –) grúz származású orosz hivatásos teniszező. Eddigi karrierje során egy páros ATP-tornát nyert.

## ATP-döntői

### Páros

#### Győzelmei (1)
|   | Dátum             | Torna                                                           | Borítás | Partner           | Ellenfelek a döntőben     | Score    |
| 1 | 2015. április 12. | Fayez Sarofim & Co. U.S. Men's Clay Court Championship, Houston | Salak   | Ričardas Berankis | Treat Huey / Scott Lipsky | 6-4, 6-4 |

#### Elvesztett döntői (1)
|   | Dátum            | Torna                         | Borítás | Partner      | Ellenfelek a döntőben                  | Eredmény a döntőben |
| 1 | 2007. július 29. | Indianapolis TC, Indianapolis | Kemény  | Ivo Karlović | Juan Martín del Potro / Travis Parrott | 6-3, 2-6, 6-10      |

## Eredményei Grand Slam-tornákon
| Grand Slam | Australian Open | Australian Open    | Roland Garros | Roland Garros   | Wimbledon     | Wimbledon              | US Open       | US Open             |
| Év         | Eredmény        | Utolsó ellenfél    | Eredmény      | Utolsó ellenfél | Eredmény      | Utolsó ellenfél        | Eredmény      | Utolsó ellenfél     |
| 2006       | –               | –                  | –             | –               | –             | –                      | 2.kör         | James Blake         |
| 2007       | 1.kör           | Lukáš Dlouhý       | 1.kör         | Flavio Cipolla  | 1.kör         | Roger Federer          | 2.kör         | Robby Ginepri       |
| 2008       | Selejtező (1)   | Selejtező (1)      | –             | –               | –             | –                      | 1.kör         | Michaël Llodra      |
| 2009       | 1.kör           | Marcel Granollers  | 2.kör         | Rafael Nadal    | 1.kör         | Fernando González      | 1 kör         | Jesse Levine        |
| 2010       | 1.kör           | Thomaz Bellucci    | 4.kör         | Jürgen Melzer   | 2.kör         | Philipp Kohlschreiber  | 1 kör         | Rafael Nadal        |
| 2011       | 1.kör           | Stanislas Wawrinka | 1.kör         | Andreas Seppi   | 1.kör         | Igor Andrejev          | –             | –                   |
| 2012       | –               | –                  | Selejtező (1) | Selejtező (1)   | Selejtező (2) | Selejtező (2)          | 1.kör         | Rogerio Dutra Silva |
| 2013       | –               | –                  | Selejtező (3) | Selejtező (3)   | 1 kör         | Roberto Bautista Agut  | Selejtező (1) | Selejtező (1)       |
| 2014       | 3.kör           | Roger Federer      | 2.kör         | Leonardo Mayer  | 1.kör         | Tim Puetz              | 3.kör         | Tomáš Berdych       |
| 2015       | 1.kör           | Márkosz Pagdatísz  | 4.kör         | Nisikori Kei    | 1.kör         | Alexander Zverev       | 2.kör         | Andreas Seppi       |
| 2016       | 1.kör           | Andreas Seppi      | 3.kör         | John Isner      | 1.kör         | Édouard Roger-Vasselin | 1.kör         | Fabio Fognini       |

## Győzelmei top 10-es játékos ellen évenként
| Szezon    | 2007 | 2008 | 2009 | 2010 | 2011 | 2012 | 2013 | 2014 | 2015 | 2016 |
| Győzelmek | 1    | 0    | 0    | 1    | 0    | 0    | 0    | 1    | 1    | 0    |

### Győzelmei top 10-es játékos ellen részletesen
|      | Ellenfél          | Ranglista | Torna                   | Borítás | Forduló | Eredmény                |
| 2007 |                   |           |                         |         |         |                         |
| 1.   | Fernando González | 7         | US Open                 | Kemény  | 1. kör  | 6–4, 6–1, 3–6, 5–7, 6–4 |
| 2010 |                   |           |                         |         |         |                         |
| 2.   | Andy Roddick      | 8         | Roland Garros           | Salak   | 3. kör  | 6–4, 6–4, 6–2           |
| 2014 |                   |           |                         |         |         |                         |
| 3.   | David Ferrer      | 5         | Open Sabadell Atlántico | Salak   | 2. kör  | 6–4, 6–2                |
| 2015 |                   |           |                         |         |         |                         |
| 4.   | Andy Murray       | 3         | Citi Open               | Kemény  | 2. kör  | 6–4, 4–6, 7–6(4)        |

## Külső hivatkozások
- Tejmuraz Bejszikovics Gabasvili profilja az ATP oldalán (angolul)